# Zelve

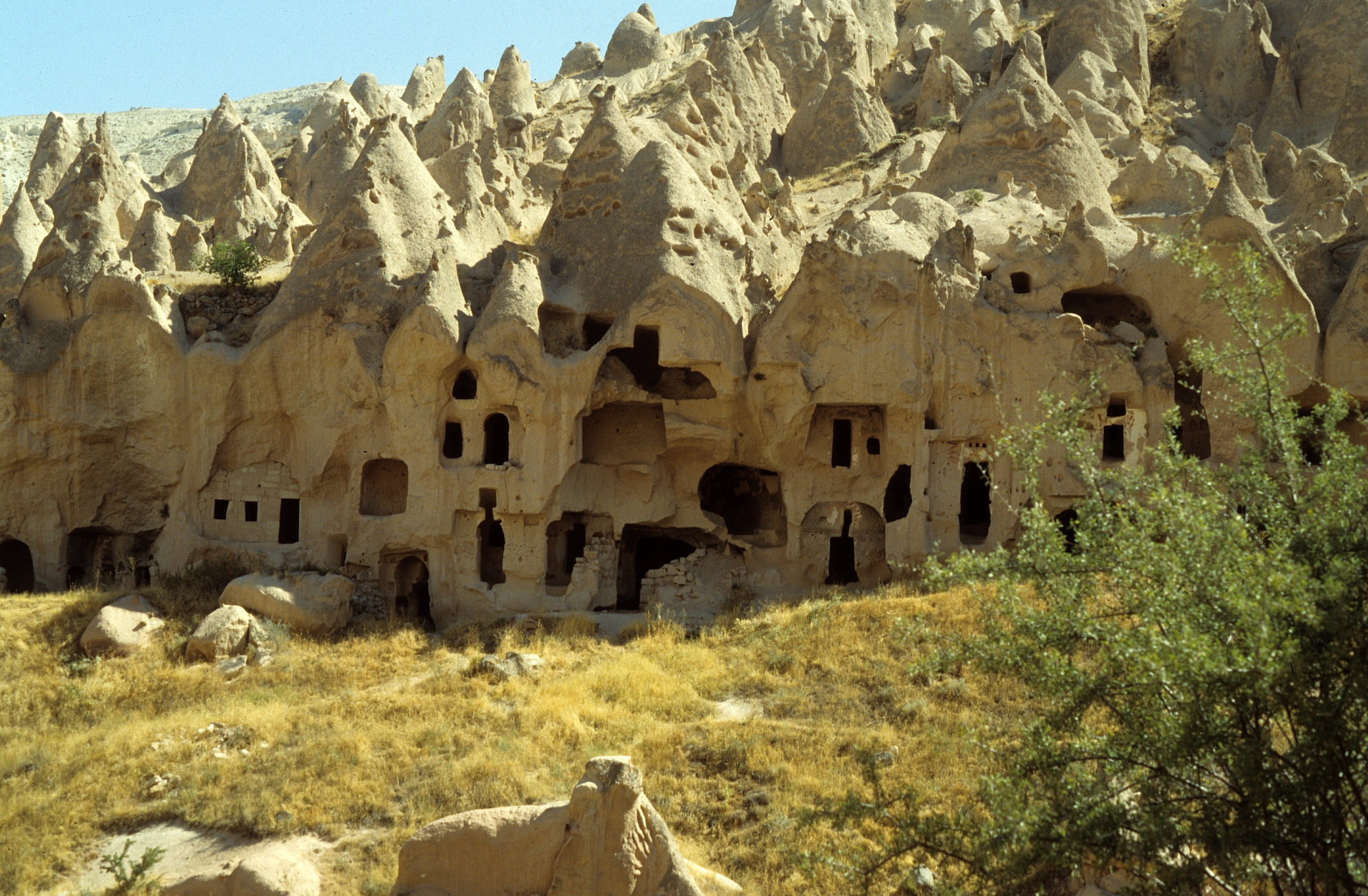
Wohnhöhlen in Zelve

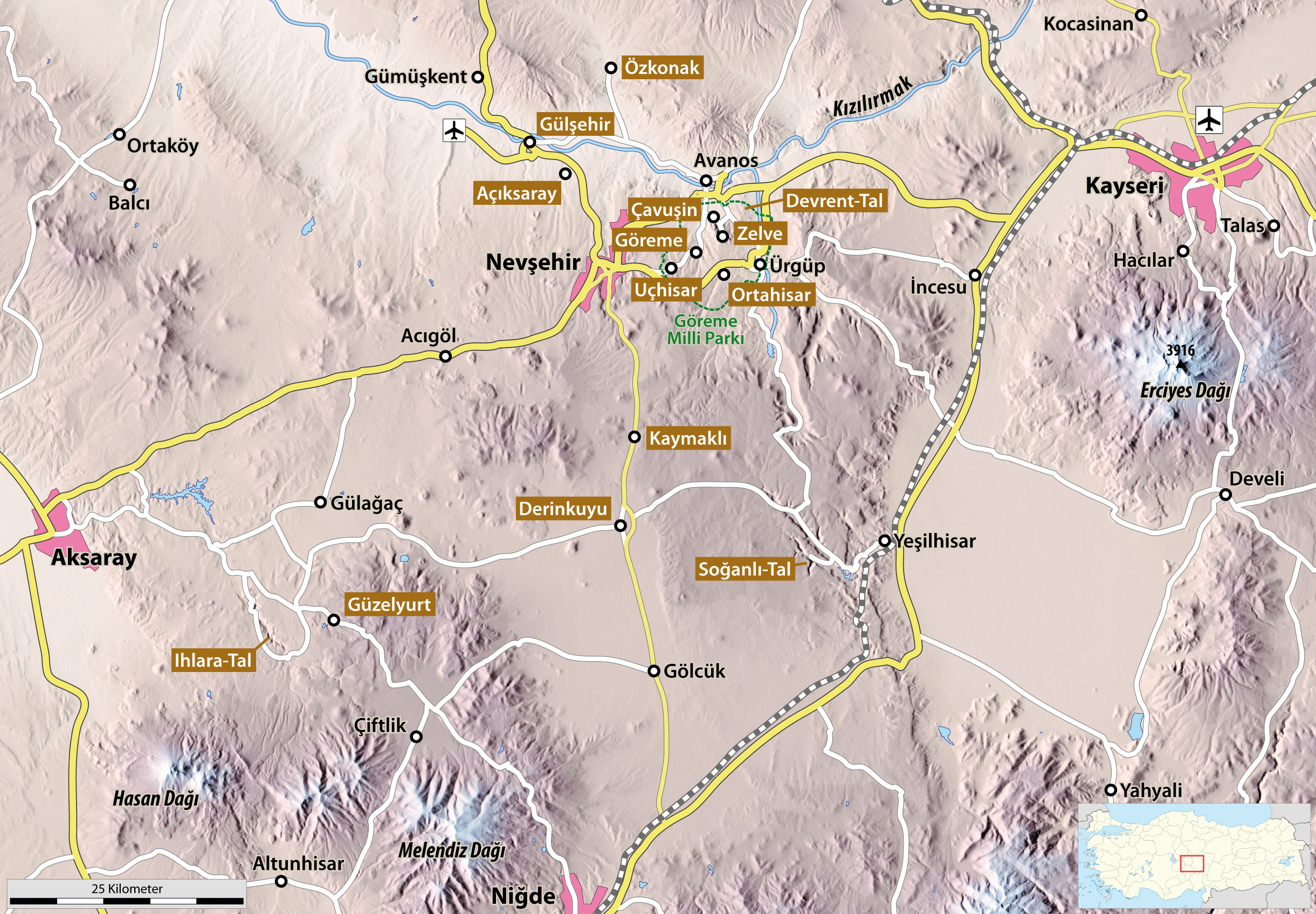
Zelve und andere sehenswerte Orte in Kappadokien

Zelve (auch Eski Zelve, deutsch Alt-Zelve) ist ein fast vollständig aus Höhlen bestehender Ort in der türkischen Region Kappadokien in der Provinz Nevşehir. Der nicht mehr bewohnte Ort ist heute ein Freilichtmuseum.

## Geschichte
Zelve war wohl schon zu römischer Zeit besiedelt und diente im Laufe der Zeit auch Byzantinern, Seldschuken, Osmanen, Griechen und Türken als Unterkunft. Neben diversen Kirchen ist auch eine Moschee vorhanden. Erst 1953, nachdem durch Erdbeben und Erosion immer mehr der Höhlen einstürzten, wurden die letzten Bewohner in ein mit staatlicher Hilfe neu gebautes Dorf mit Namen Yeni Zelve (Neu-Zelve, heute Aktepe) umgesiedelt. 1967 wurde das Gelände zum Museum erklärt.

## Aufbau
Das Areal besteht aus drei Tälern, deren Wände komplett mit Höhlen durchzogen sind, die von den Bewohnern in den weichen Tuffstein gehauen wurden. Darunter sind Wohnungen, Wirtschaftsräume, Kirchen und ein großer Klosterkomplex. Fast alle Räume sind untereinander durch Gänge und Stollen verbunden, die zum Teil durch die für kappadokische Höhlen typischen Rollsteine verschließbar sind. Die Begehung ist nicht einfach, bei den äußeren Zugängen handelt es sich manchmal um steile Treppen oder auch nur um Griffschalen, die in senkrechte Wände geschlagen sind. Die inneren Verbindungen sind enge Gänge, die teilweise auch senkrecht durch den Felsen gehen und ebenfalls nur über Tritt- und Griffmulden zu besteigen sind. Auch die für Kappadokien typischen Feenkamine und Taubenschläge mit bemalten Einfluglöchern sind in Zelve anzutreffen.
Vom mittleren zum ersten (südlichen) Tal führt ein heute noch begehbarer, über hundert Meter langer Tunnel durch den Felsen. Ein Felsblock zwischen erstem und zweitem Tal, auf dem sich die Geyikli Kilise (Kirche mit dem Hirsch) befand, ist 2002 eingestürzt. Seitdem sind Teile des Geländes für Besucher gesperrt.

## Bauten
Die Kirchen sind nicht so prächtig ausgestattet wie in Göreme, weshalb sie in die Zeit des Bilderstreits oder kurz davor (8. bis 9. Jahrhundert) datiert werden. Sie zeigen einfache Malereien und aus dem Fels herausgearbeiteten Reliefschmuck. Häufig ist ein skulptiertes Kreuz zu sehen in Verbindung mit archaischen Symbolen.
Im nördlichen, dem dritten Tal, liegt eine Doppelkirche, bestehend aus der Balıklı Kilise (Kirche mit dem Fisch) und der Üzümlü Kilise (Kirche mit Weintrauben). Der Hauptraum der ersteren hat drei Apsiden, an der Decke befindet sich ein Reliefkreuz und an den Wänden ein Kreuzmedaillon zwischen zwei Fischen. In der Üzümlü Kilise sind neben dem namensgebenden Weintraubendekor auch Reste von figürlichen Darstellungen zu sehen, darunter eine Madonna mit Kind sowie über dem Eingang die Erzengel Gabriel und Michael. Im Tal gegenüber befindet sich die stark zerstörte Direkli Kilise (Säulenkirche).
An den Wänden der Vaftızlı Kilise (Taufkirche) im mittleren Tal befinden sich Blendnischen, an der Rückwand zwei Kreuze. Die inzwischen eingestürzte Geyikli Kilise zwischen erstem und zweitem Tal hatte ein skulptiertes Deckenkreuz und eine angebliche Hirschdarstellung, die in Wirklichkeit wohl ein Lamm zeigte.
Im ersten Tal liegt an der Südseite in etwa zehn Metern Höhe in der Wand ein Kloster, dessen kleine Räume mit den engen und verwinkelten Verbindungsgängen ein komplexes Labyrinth bilden. Auf der gegenüberliegenden Seite des Tales liegt eine Moschee mit einem aus dem Fels gearbeiteten Tonnengewölbe. Die vorgebaute Fassade und das dazugehörige kleine Minarett sind die einzigen gemauerten Gebäude auf dem gesamten Gelände.

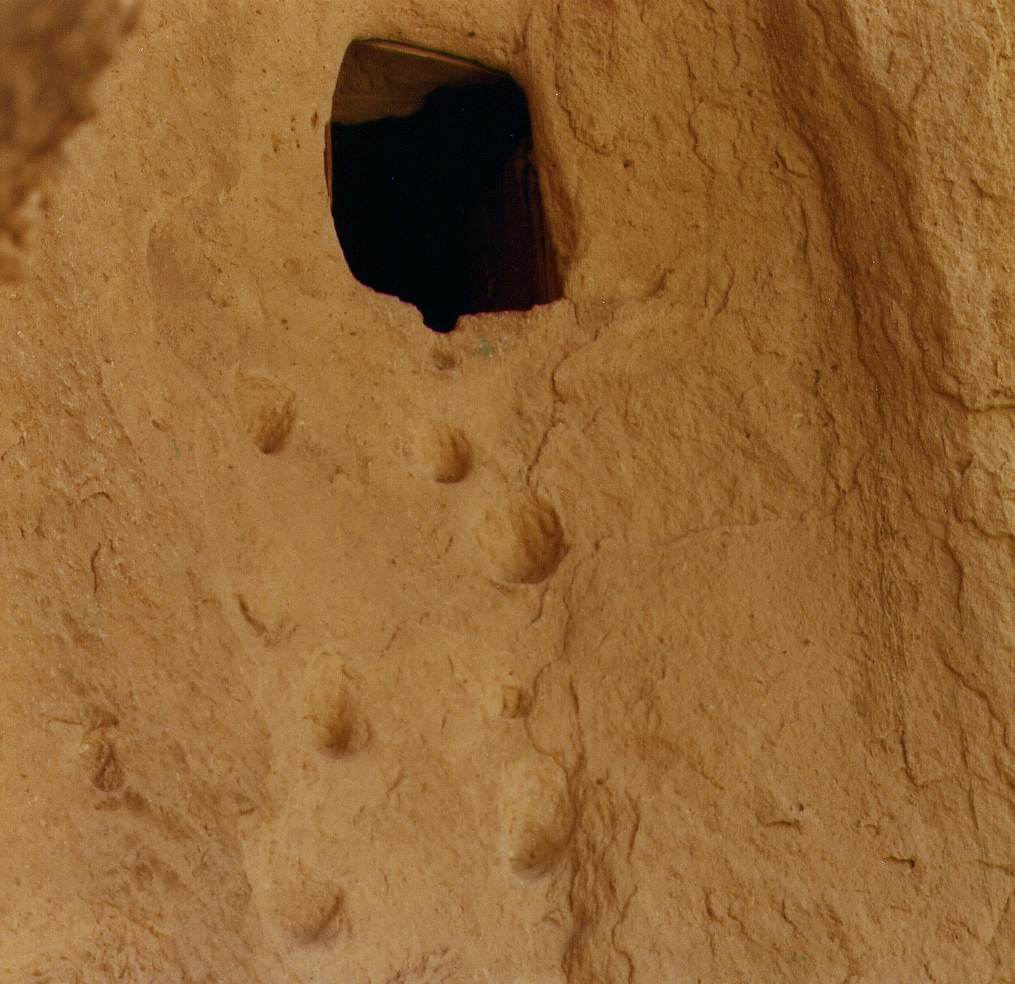
Aufstieg
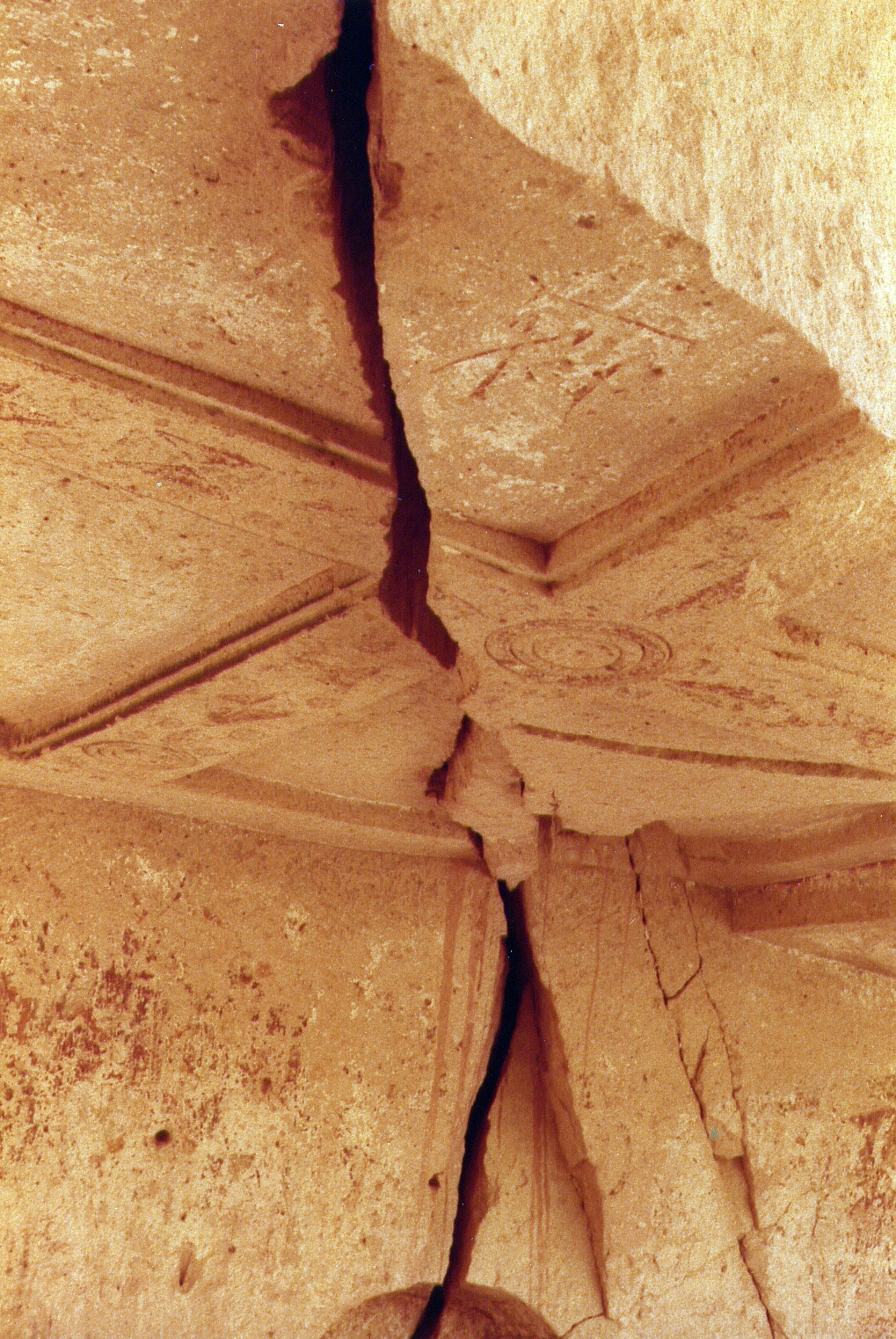
Vom Erdbeben zerstörte Kirchendecke
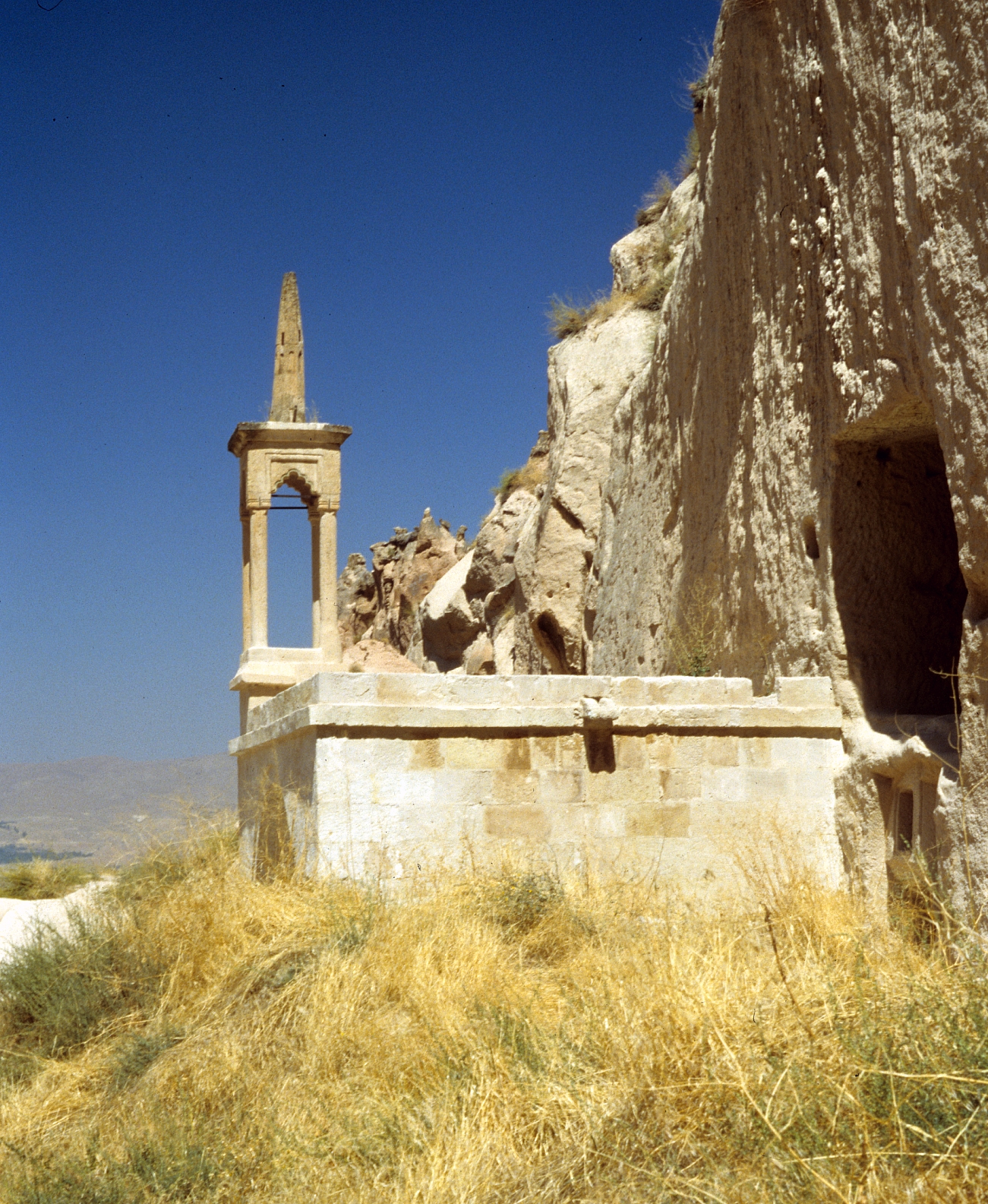
Moschee
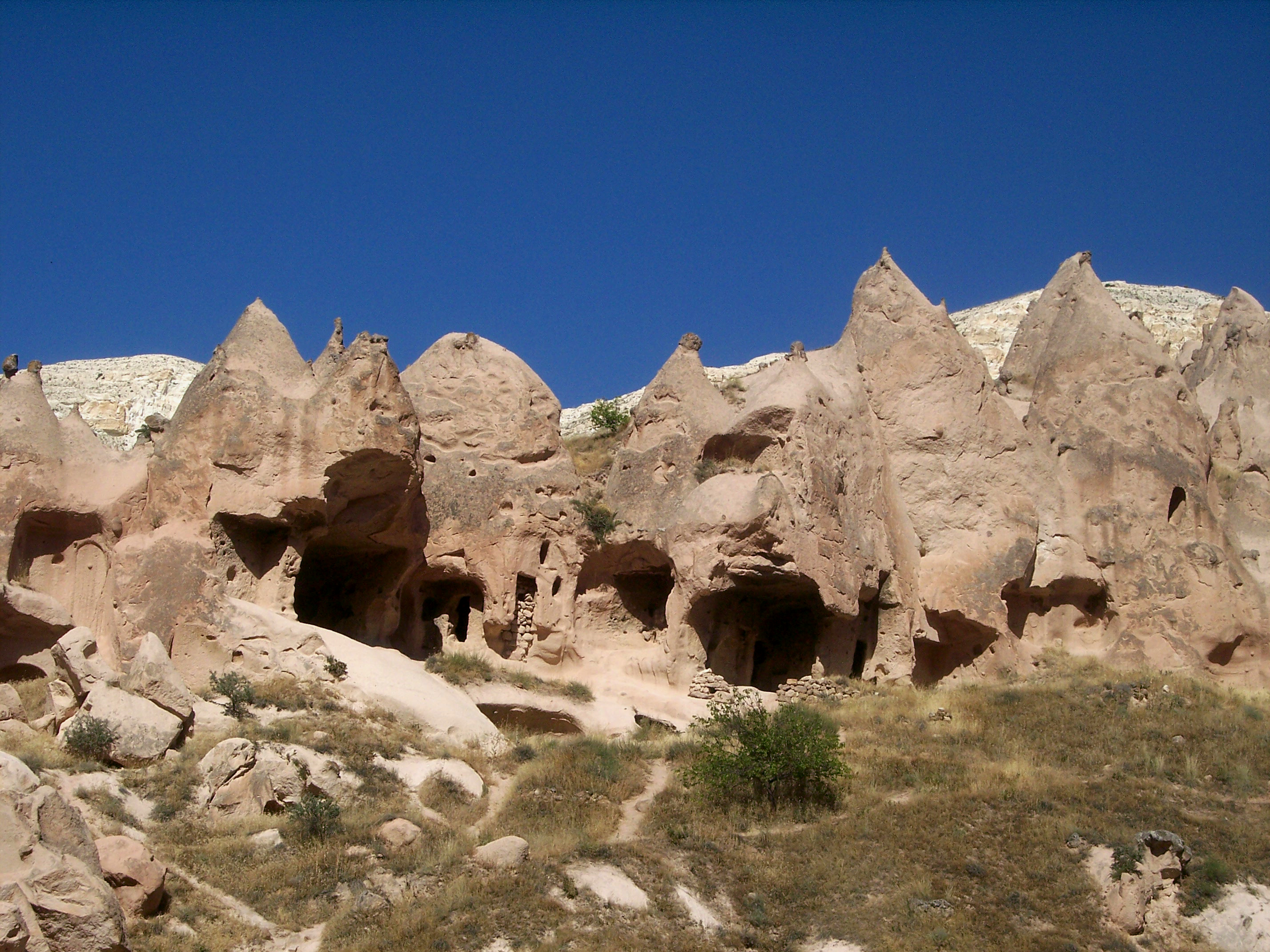
Höhlen